# Keten van Corvin
In 1930 werd een ridderorde, de Keten van Corvin (Hongaars: Magyar Corvin Lánc) ingesteld. De keten diende om bijzondere verdiensten op het gebied van wetenschap, literatuur, kunst en onderwijs te belonen. De orde werd door de naoorlogse communistische regering afgeschaft maar de Hongaarse Wet op de onderscheidingen van 1991 bepaalde dat de Hongaarse premier de bevoegdheid bezat om de keten opnieuw in te stellen.
Dat gebeurde pas in 2001 door premier Viktor Orbán en zijn conservatieve en christendemocratische coalitie. In de gepolariseerde Hongaarse politiek kon zijn besluit om de orde in te stellen en uit te reiken niet op steun van de socialisten en linkse liberalen in de oppositie rekenen.
Wanneer er twaalf dragers zijn moeten zij een raad of kapittel vormen en, net als de dragers van het Pour le Mérite in Duitsland zelf kandidaten voor opengevallen plaatsen voordragen.
Het aantal van twaalf dragers werd niet gehaald en sinds 2002 hebben de regerende linkse partijen de keten niet meer uitgereikt.
Het versiersel is een gouden keten met kleine schakels die samen 51 centimeter lang zijn. De schakels worden onderbroken door vijf grotere gouden schakels met een monogram "C". Het kleinood van de orde is een medaillon met een bewerkte omvatting in renaissance-stijl in de vorm van gouden krullen en naakte maagden met geel-groen geëmailleerde lendendoeken. Boven het medaillon is een gouden mand met bloemen geplaatst. Op de grote gouden schakel tussen kleinood en keten is een schild "azuur beladen met een raaf sabel met in de snavel een ring Or en een houten staf in de natuurlijke kleuren in beide poten".
In het medaillon, een gouden munt, is het hoofd van de Hongaarse koning Matthias, bijgenaamd "Corvinus" oftewel "raaf", afgebeeld met een lauwerkrans op zijn slapen. Het omschrift luidt "MATTHIA REX HUNGARIÆ". Op het witte lint dat de maagden boven het medaillon vasthouden staat "PRO SCEINTIA-LITTERIS-ET ARTIBUS".
Matthias van Hongarije was een beschermer van de kunsten.